# Gehyra lauta
Gehyra lauta (затокова деревна дтелла) — вид геконоподібних ящірок родини геконових (Gekkonidae). Ендемік Австралії. Описаний у 2020 році.

## Поширення і екологія
Затокові деревні дтелли мешкають на північному заході Квінсленда та на північному сході Північної Території. Вони живуть на деревах, що ростуть в кам'янистих місцевостях.